# Wixoss
Wixoss (WIXOSS -ウィクロス-?, Wikurosu) è un media franchise giapponese coprodotto da Takara Tomy, J.C.Staff e Warner Entertainment Japan. Consiste in tre serie televisive anime, un gioco di carte collezionabili, vari adattamenti manga, una trasposizione letteraria, un film d'animazione, un'app per smartphone e una serie anime di sottotipo sconosciuto.

## Personaggi
Ruko Kominato (小湊 るう子?, Kominato Rūko)
Doppiata da: Ai Kakuma
Protagonista della serie, la sua LIRG è Tama. Vive con la nonna e, quando torna a casa, con il fratello. Diventa molto amica di Yuzuki e di Hitoe.
Yuzuki Kurebayashi (紅林 遊月?, Kurebayashi Yuzuki)
Doppiata da: Ayane Sakura
Una delle due migliori amiche di Ruko. Viene spesso rimproverata per il fatto di essere troppo diretta, sia nelle battaglie che nella vita reale. È innamorata di suo fratello. La sua LIRG è Hanayo.
Hitoe Uemura (植村 一衣?, Uemura Hitoe)
Doppiata da: Ai Kayano
Akira Aoi (蒼井 晶?, Aoi Akira)
Doppiata da: Chinatsu Akasaki
Chiyori (ちより?, Chiyori)
Doppiata da: Mako Morino
Fumio Futase (ふたせ 文緒?, Futase Fumio)
Doppiata da: Harumi Sakurai
Iona Urazoe (浦添 伊緒奈?, Urazoe Iona)
Doppiata da: Mamiko Noto

## Media

### Anime
Tre serie televisive anime sono state prodotte dallo studio J.C.Staff. Selector Infected Wixoss, diretto da Takuya Satō e scritto da Mari Okada, è andato in onda dal 3 aprile al 19 giugno 2014. Selector Spread Wixoss, sempre a cura di Satō e Okada, è stato trasmesso tra il 4 ottobre e il 20 dicembre 2014. Lostorage Incited Wixoss, diretto da Katsushi Sakurabi e scritto sotto la supervisione di Michihiro Tsuchiya, ha iniziato la trasmissione televisiva il 7 ottobre 2016. Un film d'animazione intitolato Selector Destructed Wixoss è uscito nei cinema giapponesi il 13 febbraio 2016. Un altro progetto anime, intitolato Lostorage Conflated Wixoss, è previsto per ottobre 2017.

### Manga
Quattro manga spin-off sono stati scritti da Mari Okada. Selector Infected Wixoss -Peeping Analyze-, disegnato da Manatsu Suzuki, è stato serializzato sull'Ultra Jump di Shūeisha tra il 19 luglio 2014 e il 19 maggio 2015. Selector Infected Wixoss: Maya no oheya (selector infected WIXOSS 〜まゆのおへや〜?), disegnato da Nini, ha iniziato la serializzazione sempre sull'Ultra Jump nell'agosto 2014. Selector Infected Wixoss -Re/Verse-, disegnato da Meki Meki, è stato serializzato sul Big Gangan di Square Enix tra il 25 agosto 2014 e il 24 ottobre 2015. Selector Stirred Wixoss, disegnato da Monaco Sena, ha iniziato la serializzazione sul Wixoss Magazine di Hobby Japan il 25 aprile 2015.

### Altri media
Un gioco di carte collezionabili è stato pubblicato da Takara Tomy il 26 aprile 2014. Un romanzo intitolato Wixoss: Twin Wing, scritto da Madoka Madoka ed illustrato da Meiji, è stato messo in vendita il 30 settembre 2015. Un videogioco dal titolo Selector Battle with Wixoss è stato distribuito in Giappone per iOS e Android rispettivamente dal 31 marzo e l'8 giugno 2015.